# Lepthyphantes impudicus
Lepthyphantes impudicus là một loài nhện trong họ Linyphiidae.
Loài này thuộc chi Lepthyphantes. Lepthyphantes impudicus được Wladislaus Kulczynski miêu tả năm 1909.